# Alexis Izard
Alexis Izard, né le 15 juin 1992 à Sèvres (Hauts-de-Seine), est un homme politique français.
Membre de Renaissance, il est élu député dans la 3e circonscription de l'Essonne lors des élections législatives de 2022 jusqu’aux élections législatives de 2024.
En décembre 2024, il est nommé délégué ministériel chargé de la protection économique des consommateurs auprès du ministère de l’Économie, des Finances et de la Souveraineté industrielle et numérique.

## Biographie
Chargé d'affaires chez Bpifrance, Alexis Izard s'est d'abord présenté aux élections municipales de 2020 à Savigny-sur-Orge, dont il est devenu conseiller municipal.
Référent départemental de La République en Marche, il est investi candidat Ensemble pour les élections législatives de 2022 dans la troisième circonscription de l'Essonne. Sa suppléante est Nadia Le Bournot, conseillère municipale à Dourdan. Il arrive en deuxième position au premier tour, avec 25,65 %, derrière le candidat de la Nouvelle Union populaire écologique et sociale Steevy Gustave, contre qui il l'emporte au second tour avec 51,18 % des suffrages exprimés.
Il est ainsi élu député de la troisième circonscription de l'Essonne le 19 juin 2022 et rejoint la commission des Affaires économiques à l'Assemblée Nationale.
Depuis le mercredi 13 septembre 2023, Alexis Izard fait partie des porte-parole du Groupe Renaissance à l'Assemblée nationale.
Le 22 février 2024, le Premier ministre Gabriel Attal a désigné Alexis Izard pour réaliser une mission parlementaire afin d’évaluer une potentielle évolution du cadre législatif et réglementaire des lois EGalim et, plus globalement, des négociations commerciales.
Arrivé troisième au premier tour des élections législatives du 30 juin 2024, avec 29,9 % des suffrages, derrière Steevy Gustave du Nouveau Front populaire avec 30,91 % et le candidat du RN avec 33,01 % des voix, Alexis Izard s’est retiré dès le lundi 1er juillet au profit du candidat de gauche pour faire barrage au RN.
En décembre 2024, il est nommé délégué ministériel chargé de la protection économique des consommateurs auprès du ministère de l’Économie, des Finances et de la Souveraineté industrielle et numérique.